# Arhopalus hispaniolae
Arhopalus hispaniolae là một loài bọ cánh cứng trong họ Cerambycidae.